# La Vall de Bianya
La Vall de Bianya (també anomenat simplement Bianya) és un municipi de la Garrotxa, a les Comarques Gironines. El formen un total d'onze nuclis de població escampats entre la vall de Bianya i la del Bac, essent el cap de municipi l'Hostalnou de Bianya. El poble amb més habitants és la Canya, que està dividit entre aquest municipi i Sant Joan les Fonts. Forma part del Parc Natural de la Zona Volcànica de la Garrotxa i del Consorci de l'Alta Garrotxa.

## Etimologia
Al llarg de la història, la paraula Bianya s'ha escrit amb B i amb V (Vianya). La referència més antiga del topònim és de l'any 958, amb el nom Vallebiania, que posteriorment va canviar a Bianna (1117), Bisania (1319) i finalment, Bianya. Durant el segle xix també es va fer servir la forma Vianya (Viaña en castellà), que va passar a ser l'habitual fins a la Segona República, quan es va recuperar Bianya. Al juliol de 1939 es van tornar a utilitzar les formes Vianya i Viaña fins que, amb la recuperació de la democràcia, es torna novament a la forma Bianya.
L'origen del nom no és clar, amb dues hipòtesis principals, una que es decanta més per la forma amb V i l'altra, per la forma amb B:
- Vianya vindria del llatí Via Annia.[1][2] Aquest nom seria el que els antics romans van donar a la calçada romana anomenada ara Via Romana del Capsacosta, una ramificació de la Via Augusta. Des de Figueres entrava cap a la zona de muntanya, i després de travessar la vall de Bianya pujava des del Capsacosta cap al coll d'Ares, on es tornava a unir, ja a la Gàl·lia, amb la Via Augusta.[3]
- Bianya significaria dos rius, fent referència a les rieres de Sant Ponç d'Aulina i Santa Llúcia de Puigmal, que quan s'uneixen al voltant del nucli de Ca l'Enric reben el nom de riera de Bianya. Això vindria explicat per documents del segle xiii on apareix la forma Bisania: bis indicaria repetició i ania derivaria del llatí amnis, que significa riu.[1] Tot i això, la documentació anterior a aquest segle no fa servir el prefix Bis, sinó Bi. Segons Josep Calzada, el nom Biania seria d'origen preromà, probablement cèltic. Inicialment, el nom es referiria a la riera de Bianya, però hauria acabat donant nom a la vall sencera per on discorre.[4]

Altres teories menys acceptades relacionen el topònim amb el nom de lloc cèltic Vianna (que es conserva sota la forma Vienne en molts noms de poblacions franceses), amb el nom personal Albiniana, o amb l'antropònim àrab Abu Gàniya.

## Geografia
- Llista de topònims de la Vall de Bianya (Orografia: muntanyes, serres, collades, indrets..; hidrografia: rius, fonts...; edificis: cases, masies, esglésies, etc).

| Camprodon                                       | Camprodon | Montagut i Oix           |
| Sant Pau de Segúries Sant Joan de les Abadesses |           |                          |
| Riudaura                                        |           | Sant Joan les Fonts Olot |

El municipi el forma la vall de Bianya, drenada per la riera de Bianya, que al seu torn és formada per les rieres de Sant Ponç d'Aulina i Santa Llúcia de Puigmal. La vall que dona nom al municipi està tancada per la serra de les Cambres a l'oest, les serres de Malforat i Sant Tomàs al nord, la costa de la Cau a l'oest, i la serra de Sant Miquel del Mont al sud. El terme, molt muntanyós, també comprèn la vall del Bac, a la capçalera de la riera d'Oix, i la capçalera i el vessant dret de la riera de Castellar. També inclou l'enclavament de la Canya, entre els municipis d'Olot i Sant Joan les Fonts.
El municipi limita al nord (d'est a oest) amb el puig Serres Blanques, la serra de les Ginebres, i els puigs de l'Ou i el Talló; al sud, amb les serres de Sant Miquel de Mont i Sant Valentí; a l'est amb les serres de Vivers i dels Gats (entre les quals, amb la serra de Malforat al sud-est, s'estén la petita vall de Castellar); i a l'oest amb les serres de Capsacosta i de les Cambres (entre les quals, juntament amb el carenar de les Boixedes, es troba la vall de Sant Ponç).
L'enclavament de la Canya limita a l'est amb la serra d'Aiguanegra, a l'oest amb la serra de Sant Valentí, al nord amb la part de la Canya de Sant Joan les Fonts, al pla de Gibrella, i al sud, amb la part d'Olot d'aquest poble, al pla de Baix.
Les principals muntanyes del terme són el coll de Caubet, el Puigespunya i la serra de Sant Miquel del Mont al sud; la serra de Malforat (entre la vall de Bianya i la del Bac), i el puig d'Ou, al límit amb el Ripollès, al nord. El bosc, de roure martinenc, d'alzina i de pi roig i els pasturatges ocupen unes 7.000 hectàrees.
El clima de la Vall de Bianya és mediterrani de muntanya amb una certa continentalitat, amb la presència de pluges durant bona part de l'any, però especialment a la primavera, fet característic de tota la comarca de la Garrotxa. Malgrat tenir temperatures suaus, a l'hivern les glaçades són habituals, mentre que a l'estiu les nits són fresques i agradables.

## Estructura administrativa
| Entitat de població       | Habitants (2024) |
| la Canya (Vall de Bianya) | 531              |
| Llocalou                  | 201              |
| l'Hostalnou de Bianya     | 118              |
| Capsec                    | 117              |
| Sant Salvador de Bianya   | 92               |
| Sant Pere Despuig         | 91               |
| Santa Margarida de Bianya | 68               |
| Sant Andreu de Socarrats  | 46               |
| la Vall del Bac           | 36               |
| Sant Martí del Clot       | 35               |
| Castellar de la Muntanya  | 12               |
| Sant Salvador de Bianya   |                  |
| Font: Idescat             |                  |

Mapa del municipi de la Vall de Bianya amb la situació de les diferents entitats de població.

El municipi de la Vall de Bianya està format per un total d'onze entitats de població. La majoria són pobles disseminats i centrats al voltant d'una església, i que històricament havien estat parròquies que havien pertangut als diferents monestirs propers (Riudaura, Camprodon, Sant Pere de Besalú, Sant Joan les Fonts, Sant Joan de les Abadesses): Capsec, Castellar de la Muntanya, Sant Andreu de Socarrats, Santa Margarida de Bianya, Sant Martí del Clot (o de Tornadissa), Sant Pere Despuig i Sant Salvador de Bianya. De manera similar, un d'aquests nuclis de població, la Vall del Bac, està format al seu torn per cinc parròquies també de tipus disseminat (Sant Andreu de Porreres, Llongarriu, Sant Feliu del Bac, Sant Miquel de la Torre i Santa Magdalena del Coll). En aquest cas, se sol considerar com a punt central l'Hostal de la Vall del Bac. Aquests nuclis encara se solen anomenar pel seu nom tradicional de parròquia.
Finalment, també trobem tres pobles pròpiament dits: l'Hostalnou de Bianya (seu de l'Ajuntament), la Canya (poble més habitat, repartit entre la Vall de Bianya i Sant Joan les Fonts), i Llocalou. En aquest cas, se solen anomenar poble, veïnat o urbanització, depenent del context.

## Història
El territori que ara forma el municipi de la Vall de Bianya va formar part del Comtat de Besalú. La implantació del comtat va provocar l'organització del territori en villas o districtes rurals, on es van construir grans cases senyorials, i en grans masies (villare), destinades a conreadors de la terra. La família Bianya, que vivia en una casa senyorial a prop de l'església de Sant Pere Despuig, disposava d'un franc alou en l'actual territori de la Vall de Bianya. De fet, fou gràcies a aquesta família que es va construir l'església de Sant Pere Despuig, consagrada l'any 964. Posteriorment, la casa senyorial dels Bianya va ser venuda a la família Soler de Camprodon, després al monestir de Camprodon, i finalment, el monestir la va vendre a la família Corona l'any 1396. Aquesta família fou la que construí la Torre de Sant Pere. Aquestes demarcacions senyorials creades en l'època del Comtat de Besalú convivien amb les antigues demarcacions eclesiàstiques (les parròquies), que van ser l'origen de la gran majoria dels pobles que conformen la Vall de Bianya.
El 1396, el rei Martí l'Humà va incorporar a la Corona d'Aragó les parròquies de Santa Margarida de Bianya, Sant Pere Despuig, Sant Martí de Solamal, Sant Martí de Capsec, Sant Andreu de Socarrats i el veïnat de les Illes (precursor de l'actual poble de la Canya). Durant el segle xv, els forts terratrèmols que van assetjar les terres garrotxines van afectar la Vall de Bianya, amb moltes morts i deixant impracticables les esglésies de Santa Maria de Llongarriu a la vall del Bac, Sant Martí de Capsec, Sant Pere Despuig, Sant Martí de Solamal i Sant Salvador de Bianya, a més de desperfectes importants en la resta d'esglésies bianyenques.
El 1497 existien onze parròquies al territori de la Vall de Bianya: Capsec, Castellar de la Muntanya, Sant Andreu de Porreres, Sant Andreu de Socarrats, Sant Martí de Solamal, Sant Martí del Clot, Sant Miquel de la Torre (o Avellana Corba), Sant Pere Despuig, Sant Salvador de Bianya, Santa Margarida de Bianya, Santa Maria Sacot i Vall del Bac. Durant la baixa Edat Mitjana, les parròquies de Santa Margarida, Sant Pere Despuig, Sant Martí de Solamal, Sant Martí de Capsec i Sant Andreu de Socarrats, juntament amb el veïnat de les Illes, formaven una entitat anomenada Consell General de la Vall de Bianya o Universitat de Bianya, que s'encarregava d'administrar els pagaments i cobraments dels residents. Cada parròquia o veïnat era representat per dos cònsols que s'encarregaven de la gestió del territori que representaven, i cada cap d'any tots els cònsols es reunien a l'església de Santa Margarida de Bianya, on escollien els nous cònsols pel nou any i s'escollia el mostassaf.
El Consell General de la Vall de Bianya va ser el precedent de l'actual municipi, format a partir de la fusió de les antigues parròquies a Capsec, degut a diferents reformes administratives. El 1553 Avellana Corba es va unir a Capsec. El decret de Nova Planta de l'any 1716 va crear les noves estructures municipals, permetent la formació de vuit municipis autònoms en l'actual territori de la Vall de Bianya: Capsec, Castellar de la Muntanya, Sant Martí del Clot, Santa Margarida de Bianya, Sant Pere Despuig, Vall del Bac, Sant Salvador de Bianya i Socarrats. En comparació amb les antigues parròquies, l'únic canvi fou la desaparició de les parròquies de Sant Andreu de Porreres, Sant Martí de Solamal i Santa Maria Sacot, que van quedar integrades als mencionats municipis acabats de crear.
La nova Constitució Espanyola de 1869 va venir acompanyada d'una reforma de les administracions el 1870 que va provocar la unió de sis municipis més al de Capsec l'any 1875: Castellar de la Muntanya, Socarrats (que incloïa el veïnat de les Illes), Sant Martí del Clot, Sant Pere Despuig, Santa Margarida de Bianya i Vall del Bac. Aquesta sèrie de fusions van deixar tan sols dos municipis en l'actual Vall de Bianya: el municipi de Sant Salvador de Bianya i l'anteriorment mencionat municipi de Capsec, que durant el segle xix es va anomenar Vall de Bianya i que va tornar a recuperar aquest nom a partir de 1917 arran d'una petició feta pels veïns el desembre de 1909 i que es va repetir el juliol de 1911. El mateix any del canvi de nom es va traslladar la capital municipal de Capsec a l'Hostalnou de Bianya, poble que és molt proper a l'església de Santa Margarida de Bianya.
Durant la Guerra Civil espanyola es van incendiar moltes de les esglésies dels antics municipis de la Vall de Bianya (Capsec) i Sant Salvador de Bianya. També es va perdre la documentació històrica i els antics registres parroquials a excepció dels de Sant Salvador, Sant Martí de Capsec, Santa Maria de Castellar de la Muntanya i Vall del Bac. La imatge de Santa Margarida de l'església del mateix nom i el retaule barroc de l'església de Santa Magdalena del Coll es van poder salvar, però no així nombroses peces de valor historicoartístic com les ubicades al temple de Sant Salvador de Bianya, que fins i tot fou utilitzat com a escorxador. El municipi de Sant Salvador de Bianya va canviar el nom al dels Hostalets de Capsacosta en el context revolucionari contra l'hagiotoponímia, i hi va haver col·lectivitzacions de serveis i indústries.
Al final de la guerra, les tropes franquistes no van passar per la Vall de Bianya o Sant Salvador de Bianya, tot i que van poder controlar els seus governs municipals sense resistència. Al principi, una de les prioritats del règim va ser la recuperació dels centres de culte destruïts durant la guerra. A partir dels anys 1950 s'inicia una gradual recuperació econòmica que va permetre la construcció de diversos ponts que van millorar les comunicacions entre diferents pobles bianyencs i masies disseminades. Durant els anys 1960 destaquen les obres d'urbanització a la Canya, Llocalou i l'Hostalnou, i la creació del complex parroquial de la Canya l'any 1968.
El municipi va adquirir la seva extensió actual l'any 1970, quan a través d'un decret, el règim franquista va annexionar Sant Salvador de Bianya al municipi de la Vall de Bianya (Capsec). El projecte de fusió municipal va ser proposat per la Jefatura Provincial del Servicio Nacional de Inspección y Asesoramiento de las Corporaciones Locales el febrer de 1968, i en principi incloïa també Sant Pau de Segúries, però les autoritats locals van rebutjar la fusió amb aquest municipi. L'any 1973 Montserrat Reixach inicia el seu mandat, esdevenint una de les primeres dones catalanes en ser alcaldessa; el seu mandat va coincidir a més amb la transició democràtica espanyola.
El primer alcalde després de la tornada a la democràcia va ser Ernest Nogareda. Per evitar la marxa de bianyencs a altres municipis, durant els anys 1984 i 1985 s'inicia la construcció de les urbanitzacións de l'Hostalnou de Bianya i Llocalou, respectivament. El 1993 s'inaugura el centre cívic de l'Hostalnou, i es va renovar l'edifici consistorial. El 1994, a més, es van estrenar els nous túnels del Capsacosta, que van millorar la comunicació de la Garrotxa amb el Ripollès. La construcció dels túnels va permetre el descobriment d'una deu, i l'any 1996 es va començar un projecte per fases per aprofitar-la. L'any 2016 es va finalitzar la totalitat del projecte, dividit en nou fases que van ser executades sota el mandat de tres alcaldes diferents, i que ha permès abastir d'aigua un 90% del municipi amb la deu del Capsacosta.

## Demografia
Malgrat que el municipi és majoritàriament disseminat, degut a la seva gran extensió i nombre de nuclis, la Vall de Bianya sempre ha superat el miler d'habitants. A partir dels anys trenta s'inicia una progressiva disminució de la població degut a l'èxode rural, que va durar fins a finals dels anys noranta. En aquest moment, la població torna a augmentar lleugerament de forma continuada degut a persones provinents de la ciutat que busquen una vida més tranquil·la. Des de l'any 2012 la població està tornant a descendir.
| 1497 f | 1515 f | 1553 f | 1717 | 1787  | 1857  | 1877  | 1887  | 1900  | 1910  |
| ------ | ------ | ------ | ---- | ----- | ----- | ----- | ----- | ----- | ----- |
| 88     | 81     | 80     | 826  | 1.360 | 2.886 | 2.340 | 2.180 | 2.142 | 2.168 |

| 1920  | 1930  | 1940  | 1950  | 1960  | 1970  | 1981  | 1990  | 1992  | 1994  |
| ----- | ----- | ----- | ----- | ----- | ----- | ----- | ----- | ----- | ----- |
| 2.277 | 2.314 | 2.024 | 1.797 | 1.615 | 1.460 | 1.121 | 1.067 | 1.039 | 1.039 |

| 1996  | 1998  | 2000  | 2002  | 2004  | 2006  | 2008  | 2010  | 2012  | 2014  |
| ----- | ----- | ----- | ----- | ----- | ----- | ----- | ----- | ----- | ----- |
| 1.076 | 1.129 | 1.130 | 1.158 | 1.214 | 1.256 | 1.307 | 1.320 | 1.335 | 1.305 |

| 2016  | 2018  | 2020  | 2022  | 2024  | 2026 | 2028 | 2030 | 2032 | 2034 |
| ----- | ----- | ----- | ----- | ----- | ---- | ---- | ---- | ---- | ---- |
| 1.266 | 1.286 | 1.275 | 1.345 | 1.350 | -    | -    | -    | -    | -    |

El 1553 incorpora Avellana Corba; el 1717, Sant Andreu de Porreres, Sant Martí de Solamal i Santa Maria Sacot; el 1857, Vall del Bac, Castellar de la Muntanya, Sant Andreu de Socarrats, Sant Martí del Clot, Sant Pere Despuig i Santa Margarida de Bianya; el 1970, Sant Salvador de Bianya.

## Economia
Gran part del municipi és ocupat per boscos d'alzines, pins roigs i roures, i camps de pastura. Hi predominen els conreus de secà, de cereals, farratges, patates i llegums, principalment. El conreu de regadiu es limita a petits sectors d'hortalisses. La ramaderia bovina és important per a la producció de llet i carn, i també la porcina.
Juntament amb les tradicionals activitats agrícoles, el municipi té una indústria diversificada, situada al sector més pròxim a Olot i Sant Joan les Fonts (entre l'Hostalnou de Bianya, Llocalou i la Canya), amb petites empreses del sector tèxtil i alimentari (embotits), empreses dedicades a l'elaboració de metall i productes plàstics, i uns laboratoris que fabriquen productes de veterinària. Fins a principis del segle xx, hi havia 11 molins fariners a les ribes dels rius.
La bellesa del paisatge i dels seus monuments històrics han afavorit l'impuls del turisme rural al municipi, amb la presència de diversos tipus d'allotjaments (càmpings, nombroses residències en masos, cases de colònies) i també restaurants, entre els quals cal destacar el de Ca l'Enric, amb una estrella Michelin. Durant els últims anys, l'ajuntament ha potenciat el sector turístic amb la rehabilitació d'una antiga escola com a punt d'informació turística i amb l'adequació de les diferents esglésies per poder visitar-les.
La bona situació econòmica del municipi es va reflectir en un estudi en el qual va obtenir la màxima puntuació entre tots els municipis catalans, i situant-se en el vuitè lloc a nivell d'Espanya.

## Cultura
D'entre els nombrosos esdeveniments i tradicions celebrats al municipi, cal destacar les següents:
- Festa major de la Vall de Bianya: és comuna a tots els pobles i se celebra el 15 de maig, en honor de sant Isidre, patró dels pagesos. Consisteix en la celebració d'un seguit d'actes on destaca la sembra de confits i carmels per part dels pabordes de la festa.
- Fira del Farro: fira dedicada al farro que se celebra el primer cap de setmana de febrer. El dissabte al vespre s'inaugura la fira amb una xerrada i un tastet organitzat pels diferents restaurants del municipi, i el diumenge és el dia de la fira pròpiament dit, on a part de trobar parades, es pot veure una exhibició dels diferents oficis del camp o el funcionament dels molins fariners.[19]
- Romànic Extrem: marató i mitja marató que se celebren al municipi el primer cap de setmana d'abril. Va ser considerada la tercera millor Trail Mitja d'Espanya de l'any 2016, segons el portal Runedia del Mundo Deportivo.[20]
- La Bianyal: és un esdeveniment cultural celebrat un cap de setmana d'octubre que busca donar a conèixer el patrimoni del municipi a través d'un recorregut per diferents esglésies, masies i espais naturals del municipi, on s'exposen intervencions artístiques que, o bé són adequades per les seus de l'itinerari, o bé són poc conegudes.[21]
- Els pobles de la Canya (1 de maig), Capsec (març/abril), Llocalou-Sant Andreu de Socarrats (Pasqua Florida), Sant Martí del Clot (15 d'agost), Sant Pere Despuig (la Puríssima), Sant Salvador de Bianya (Pasqua Granada) i la Vall del Bac (agost) també celebren les seves pròpies festes majors.

## Educació
Llar d'Infants (0-3 anys)
- Llar d'infants de la Canya

## Política i govern

### Evolució dels membres del Ple[22]
| Eleccions municipals | Eleccions municipals | Eleccions municipals | Eleccions municipals | Eleccions municipals | Eleccions municipals | Eleccions municipals | Eleccions municipals | Eleccions municipals | Eleccions municipals | Eleccions municipals | Eleccions municipals | Eleccions municipals |
| -------------------- | -------------------- | -------------------- | -------------------- | -------------------- | -------------------- | -------------------- | -------------------- | -------------------- | -------------------- | -------------------- | -------------------- | -------------------- |
| Partit               | 1979                 | 1983                 | 1987                 | 1991                 | 1995                 | 1999                 | 2003                 | 2007                 | 2011                 | 2015                 | 2019                 | 2023                 |
| Junts per Catalunya  | -                    | -                    | -                    | -                    | -                    | -                    | -                    | -                    | -                    | -                    | 9                    | 9                    |
| CiU                  | -                    | -                    | 7                    | 8                    | 7                    | 5                    | 6                    | 7                    | 8                    | 9                    | -                    | -                    |
| PSC                  | -                    | -                    | -                    | -                    | 2                    | 4                    | 2                    | 2                    | 1                    | -                    | -                    | -                    |
| ApG-ICV-EUiA         | -                    | -                    | -                    | -                    | -                    | -                    | 1                    | -                    | -                    | -                    | -                    | -                    |
| Independents         | 9                    | 9                    | 2                    | 1                    | -                    | -                    | -                    | -                    | -                    | -                    | -                    | -                    |
| Total                | 9                    | 9                    | 9                    | 9                    | 9                    | 9                    | 9                    | 9                    | 9                    | 9                    | 9                    | 9                    |

### Històric d'alcaldes de la Vall de Bianya
Alcaldes des d'inicis del segle XX:
- Antoni Berga i Boix (fins al final de 1901)

- Antoni Moner i Pascal (1902-1903)

- Jaume Grabolosa i Casellas (1904- 1906)
- Esteve Carrera i Franch (1906-1909)
- Joan Nogareda i Puigdemont (1909- 1911)
- Josep M. Burch i Sitjar (1912-1915)
- Lluís Prat i Vilagran (1916-1917)
- Miquel Puigdemont i Carrera (1918-1920)
- Josep M. Burch i Sitjar (1920-1923)
- Lluís Prat i Vilagran (1923-1924)
- Paulí Nogareda i Domènech (1924-1930)
- Josep M. Burch i Sitjar (1930- 1933)
- Joan Escala i Comaplà (1933 -1934)
- Josep M. Burch i Sitjar (1934-1936 )
- Josep M. Burch i Sitjar (1939 - 1951)
- Josep Mir i Espuña (195 1-1 973)
- Montserrat Reixach i Canalias (1973-1979)

| Període     | Alcalde o alcaldessa    | Partit polític                 | Data de possessió | Observacions |
| ----------- | ----------------------- | ------------------------------ | ----------------- | ------------ |
| 1979–1983   | Ernest Nogareda i Gifre | Independent                    | 19/04/1979        | --           |
| 1983–1987   | Ernest Nogareda i Gifre | Independent                    | 28/05/1983        | --           |
| 1987–1991   | Ernest Nogareda i Gifre | Logotip de CiU                 | 30/06/1987        | --           |
| 1991–1995   | Moisès Dorca i Pujolràs | Logotip de CiU                 | 15/06/1991        | --           |
| 1995–1999   | Moisès Dorca i Pujolràs | Logotip de CiU                 | 17/06/1995        | --           |
| 1999–2003   | Moisès Dorca i Pujolràs | Logotip de CiU                 | 03/07/1999        | --           |
| 2003–2007   | Albert Busquets i Font  | Logotip de CiU                 | 14/06/2003        | --           |
| 2007–2011   | Albert Busquets i Font  | Logotip de CiU                 | 16/06/2007        | --           |
| 2011–2015   | Santi Reixach i Garriga | Logotip de CiU                 | 11/06/2011        | --           |
| 2015–2019   | Santi Reixach i Garriga | Logotip de CiU                 | 13/06/2015        | --           |
| 2019-2023   | Santi Reixach i Garriga | Logotip de Junts per Catalunya | 15/06/2019        | --           |
| Des de 2023 | Santi Reixach i Garriga | Logotip de Junts per Catalunya | 17/06/2023        | --           |